# باربرا ويست
باربرا ويست (بالإنجليزية: Barbara West)‏ هي متسابقة ملكة الجمال وصحفية أمريكية، ولدت في 1948.